# 카스테욘도
카스테욘 주(스페인어: Castellón, 카탈루냐어: Castelló 카스테요)는 스페인 발렌시아 지방 북쪽에 위치한 주로, 주도는 카스테욘데라플라나이다. 스페인어와 발렌시아어를 쓴다.
남쪽으로는 발렌시아 주, 서쪽으로는 테루엘 주와 접하고 있으며 북쪽으로는 타라고나 주, 동쪽으로는 지중해와 접하고 있다. 인구는 602,301명(2008년 기준)이며 면적은 6,679km2이다.

## 출신 인물
- 프란시스코 타레가